# 沃斯霍德 (韋謝列區)
47°3′31″N 35°12′11″E / 47.05861°N 35.20306°E
沃斯霍德（烏克蘭語：Восход）是位於烏克蘭東南部的村莊，由扎波羅熱州梅利托波爾區的新烏斯佩尼夫卡市鎮負責管轄。該村始建於1958年，面積0.54平方公里，海拔高度77米，2001年人口98，人口密度每平方公里181.5人。